# Хида (река)
Хида (яп. 飛騨川 хида-гава) — река в Японии (префектура Гифу), приток реки Кисо. Длина реки 137 км, территория её бассейна составляет 2170 км². Впадает в Кисо в городе Минокамо.
Исток Хиды находится на южных склонах горы Норикура-даке (яп. 乗鞍岳, высотой 3026 м), на территории города Такаяма. В районе
Кугуно (яп. 久々野町) города Такаяма она поворачивает на юг. Далее она протекает по горным ущельям, собирая многочисленные притоки. Река течёт через город Геро, где в неё справа впадает Мадзе (яп. 馬瀬川), посёлки Сиракава, где в неё слева впадает одноимённая река, и Хитисо, где в неё справа впадает Кабути (яп. 付知川). Ниже она течёт через Кавабе и впадает в Кисо в городе Минокамо.
В верховьях, до Канаямы (город Геро), реку также называют Масита (яп. 益田川 масита-гава).
Около 92 % бассейна реки занимает природная растительность, около 4 % — сельскохозяйственные земли, около 2 % застроено. На реке расположено несколько многофункциональных плотин. В реке и её притоках водятся аю и иваси.